# Продано!
«Продано!» (1989) — альбом Янки Дягилевой, записанный на домашней студии Сергея Фирсова.

## Участники записи
- Янка Дягилева — вокал, гитара;
- Егор Летов — электрогитара, вокал в 19 песне.

## Список композиций
| №                   | Название                     | Длительность |
| ------------------- | ---------------------------- | ------------ |
| 1.                  | «На чёрный день»             | 2:22         |
| 2.                  | «Мы по колено»               | 1:26         |
| 3.                  | «Декорации»                  | 1:04         |
| 4.                  | «Особый резон»               | 2:43         |
| 5.                  | «Полкоролевства»             | 1:44         |
| 6.                  | «Берегись!»                  | 2:39         |
| 7.                  | «Медведь выходит»            | 1:11         |
| 8.                  | «Печаль моя светла»          | 0:56         |
| 9.                  | «Я стервенею»                | 2:34         |
| 10.                 | «Рижская»                    | 1:31         |
| 11.                 | «От большого ума»            | 3:19         |
| 12.                 | «По трамвайным рельсам»      | 1:53         |
| 13.                 | «Reggae»                     | 2:07         |
| 14.                 | «Стаи летят»                 | 2:25         |
| 15.                 | «Гори, гори ясно!»           | 2:14         |
| 16.                 | «Домой»                      | 4:09         |
| 17.                 | «Крестом и нулём»            | 4:49         |
| 18.                 | «Продано!»                   | 2:53         |
| 19.                 | «Деклассированным элементам» | 3:53         |
| Общая длительность: | Общая длительность:          | 45:52        |

## Ремастеринг
Ремастеринг выполнен компанией Manchester Files и альбом выпущен в серии Архив Русского Рок-Н-Ролла в 1995 на кассете и в 1996 году на CD.
В 2004 году альбом выпущен как приложение к журналу FUZZ. Цифровой ремастеринг: студия «Calipso Music».